# Maximilian Schell
Maximilian Schell (født 8. december 1930 i Wien, Østrig, død 1. februar 2014) var en østrigsk-schweizisk skuespiller, bror til Maria Schell. 
Han filmdebuterede i 1954, og blev et internationalt navn gennem roller i amerikanske film som The Young Lions (De unge løver, 1958), Judgment at Nuremberg (Dommen i Nürnberg, 1961; Oscar-pris), og Topkapi (1964). Han blev filmproducent i 1968, instruktørdebuterede i 1970, og fortsatte med at gøre sig gældende i international film med biroller i film som A Bridge Too Far (Broen ved Arnhem, 1977) og Julia (1977). Han lavede dokumentarfilmen Marlene (1984) om Marlene Dietrich.